# 1284 Latvia
Az 1284 Latvia (ideiglenes jelöléssel 1933 OP) a Naprendszer kisbolygóövében található aszteroida. Karl Wilhelm Reinmuth fedezte fel 1933. július 27-én, Heidelbergben.